# الفاجایوکان
الفاجایوکان (به اسپانیایی: Alfajayucan) یک منطقهٔ مسکونی در مکزیک است که در ایالت ایدالگو واقع شده‌است.

## خصوصیات
الفاجایوکان ۴۶۷٫۷ کیلومترمربع مساحت و ۱۶٬۸۵۹ نفر جمعیت دارد.